# 亞洲電視騰訊音樂流行榜
2018年亞洲電視數碼媒體聯同騰訊音樂一起創立亞洲電視騰訊音樂流行榜。音樂榜內包括了四個獨立榜反映四個地區的成績。四個地區有香港、中國大陸、台灣、韓國。每個星期六會在亞洲電視音樂節目《激活音樂》由兩名報榜員波輝及呂珩以無厘頭搞笑的形式公布成績。排名是由中國及香港五大網上音樂串流平台播放率而定，並會在每年十二月底/一月舉行頒獎典禮。

## 每週排行榜公布時段
| 機構     | 頻道 | 流行榜         | 報榜時段                                            |
| 亞洲電視 | A1台 | 騰訊音樂流行榜 | 2000-2100（週六，UST+8） 《激活音樂》節目時段內播出 |

## 排行榜計算方法
| 網上音樂串流平台     | 所佔百分比 |
| QQ音樂               | 20%        |
| 酷我音樂             | 20%        |
| 酷狗音樂             | 20%        |
| 香港各大網上串流平台 | 40%        |

## 排行榜歷史
2018年1月29日，亞洲電視舉行啟播典禮，騰訊音樂榜於同星期開始公布。第一首香港區冠軍歌是容祖兒的《這種天真》，中國區冠軍歌是于文文的《體面》，台灣區冠軍歌是周杰倫的《等你下課》，韓國區冠軍歌是iKON的《Love Scenario》。

## 冠軍歌曲
以下列表列出四個地區的冠軍歌曲。（註：騰訊音樂榜於2018年第五個星期開始）

### 2018年度
| 週數 | 香港區冠軍歌（Hong Kong） | 中國區冠軍歌（China）     | 台灣區冠軍歌（Taiwan）          | 韓國區冠軍歌（South Korea） |
| ---- | ------------------------- | ------------------------- | ------------------------------- | --------------------------- |
| 5    | 這種天真 歌手：容祖兒     | 體面 歌手：于文文         | 等你下課 歌手：周杰倫           | Love Scenario 歌手：iKON    |
| 6    | 這種天真 歌手：容祖兒     | 體面 歌手：于文文         | 等你下課 歌手：周杰倫           | Love Scenario 歌手：iKON    |
| 7    | 這種天真 歌手：容祖兒     | 體面 歌手：于文文         | 等你下課 歌手：周杰倫           | Love Scenario 歌手：iKON    |
| 8    | 心微痛 歌手：曾詠欣       | 體面 歌手：于文文         | 等你下課 歌手：周杰倫           | Love Scenario 歌手：iKON    |
| 9    | 心微痛 歌手：曾詠欣       | 病變 歌手：鞠文嫻         | 等你下課 歌手：周杰倫           | Love Scenario 歌手：iKON    |
| 10   | 慢慢喜歡你 歌手：莫文蔚   | 歌手：                    | 等你下課 歌手：周杰倫           | Love Scenario 歌手：iKON    |
| 11   | 歌手：                    | 歌手：                    | 歌手：                          | 歌手：                      |
| 12   | 歌手：                    | 歌手：                    | 歌手：                          | 歌手：                      |
| 13   | 慢慢喜歡你 歌手：莫文蔚   | 離人愁 歌手：李袁傑       | 在我眼中開出的玫瑰 歌手：林志穎 | Love Scenario 歌手：iKON    |
| 14   | 慢慢喜歡你 歌手：莫文蔚   | 離人愁 歌手：李袁傑       | 百里守約 歌手：蕭敬騰           | Starry Night 歌手：MAMAMOO  |
| 15   | 慢慢喜歡你 歌手：莫文蔚   | 離人愁 歌手：李袁傑       | 百里守約 歌手：蕭敬騰           | EVERYDAY 歌手：Winner       |
| 16   | 我們 歌手：陳奕迅         | 紙短情長 歌手：煙把兒樂隊 | 愛了很久的朋友 歌手：田馥甄     | EVERYDAY 歌手：Winner       |
| 17   | 我們 歌手：陳奕迅         | 紙短情長 歌手：煙把兒樂隊 | 後來的我們 歌手：五月天         | EVERYDAY 歌手：Winner       |
| 18   | 我們 歌手：陳奕迅         | 紙短情長 歌手：煙把兒樂隊 | 後來的我們 歌手：五月天         | EVERYDAY 歌手：Winner       |
| 19   | 我們 歌手：陳奕迅         | 紙短情長 歌手：煙把兒樂隊 | 後來的我們 歌手：五月天         | EVERYDAY 歌手：Winner       |
| 20   |                           |                           |                                 |                             |
| 21   |                           |                           |                                 |                             |

## 引用
1. ↑  . on.cc東網.   [2018-04-22]. （原始内容存档于2018-10-18） （中文（香港））.
2. ↑  . app3.rthk.hk.   [2018-04-22]. （原始内容存档于2019-01-06）.